# Corotoscopi
El corotoscopi (originalment choreutoscope) és la primera màquina anterior a la invenció del cinema que utilitza el mateix sistema que el cinematògraf.

## Invenció
Aquesta màquina la va desenvolupar un físic anglès, Lionel S. Beale, l'any 1866, és a dir, uns 30 anys abans de la primera presentació pública del cinematògraf dels Lumière.
Beale no va pantentar mai el seu disseny del corotoscopi, així que un nord-americà anomenat A. B. Brown ho va fer amb una màquina semblant l'any 1896, encara que aquesta no va ser l'única versió patentada, ja que un anglés, William C. Hughes, ho va fer l'any 1884 amb la seva pròpia versió del corotoscopi.
De manera gairebé contemporània al corotoscopi de Beale, al voltant de l'any 1965, tenim el Corotoscopi Tournant d'Alfred Molteni, un científic francès.

## Funcionament
El corotoscopi permet, amb una llanterna màgica, projectar imatges en moviment, basant-se en el concepte de la persistència retinal de Joseph Plateau.
Amb un mecanisme de creu de Malta i una roda d'engranatge s'aconseguia la projecció consecutiva d'imatges (amb lleugeres diferències entre elles) sobre una placa de vidre, tot això complementat per un obturador sincronitzat que evitava que travessés llum quan no era necessària. Aquest mecanisme feia avançar la imatge, creant el que després es coneixeria com els sistemes d'arrossegament de les pel·lícules cinematogràfiques.
Les primeres imatges projectades mitjançant aquest mecanisme va ser un esquelet dibuixat pel mateix Lionel Beale.